# NGC 3767
NGC 3767 је спирална галаксија у сазвежђу Лав која се налази на NGC листи објеката дубоког неба.
Деклинација објекта је + 16° 52' 39" а ректасцензија 11h 37m 15,5s. Привидна величина (магнитуда) објекта NGC 3767 износи 13,8 а фотографска магнитуда 14,8. NGC 3767 је још познат и под ознакама UGC 6590, MCG 3-30-23, CGCG 97-31, NPM1G +17.0361, IRAS 11346+1708, PGC 35969.